# Macromia beijingensis
Macromia beijingensis là loài chuồn chuồn trong họ Macromiidae. Loài này được Zhu & Chen mô tả khoa học đầu tiên năm 2005.